# Hugo Ericsson
Carl Hugo Wilhelm Ericsson, född den 9 april 1893 i Ystad, död den 8 januari 1964 i Oscars församling i Stockholm, var en svensk jurist.
Hugo Ericsson var son till bokhandlare Richard Ericsson (1860–1921) och Gerda von Normann (1864–1939).
Ericsson avlade juris kandidatexamen i Lund 1914, var Lunds studentkårs sekreterare 1918–1922, akademiska föreningens i Lund sekreterare 1917–1925 och dess ombudsman 1921–1935. Han blev assessor i hovrätten över Skåne och Blekinge 1922, fiskal där 1928, hovrättsråd 1930 och revisionssekreterare samma år (tillförordnad 1925). Ericsson var föreståndare för juridiska fakulteten i Lund praktiska kurs 1920–1925 och 1931–1932, lärare i rättslära vid lantmäteriundervisningen 1931–1932, vid Kungliga tekniska högskolan 1932–1933 och i jorddelningsrätt vid KTH 1933–1935. Han var justitieombudsmannens suppleant och efterträdare 1931–1933, av Kungl. Maj:t utsedd förvaltare i Kreuger & Tolls konkurs 1933–1935, blev ordförande i styrelsen för veterinärhögskolan 1940 och i Emil Heijnes stiftelse för rättsvetenskaplig forskning 1948. Ericsson var justitieråd 1935–1960 och ledamot av lagrådet 1942–1944. Han blev kommendör med stora korset av Nordstjärneorden 1945 och veterinärmedicinsk hedersdoktor i Stockholm 1949. Ericsson är begravd på Skogskyrkogården i Stockholm.
Hugo Ericssons farmors far var riksdagsman Carl Ersson från Köping.